# دومنیکو جیامبونی
دومنیکو جیامبونی (انگلیسی: Domenico Giambonini; ۱۱ نوامبر ۱۸۶۸ – ۸ اوت ۱۹۵۶) ورزشکار ورزش تیراندازی اهل سوئیس بود.
وی در مسابقات کشوری و بین‌المللی در مجموع برندهٔ ۱ مدال برنز شده‌است.